# 土溝里
土溝里為臺灣臺南市後壁區轄下的一里，位於後壁里的東邊，全里由6庄組成，由西向東依序是凹仔、下土溝、頂土溝、無竹圍厝、竹仔腳和過埤。居民多數為閩南人，通行閩南語，產稻米、蔬果為生，為嘉南平原上典型的傳統農村。
土溝農村文化營造協會於2002年成立，由居民參與規劃，台南藝術大學建研所協助進行社區總體營造，成為臺灣的社造楷模。

## 歷史
明鄭時期已有漢人在後壁活動，屬承天府天興縣地。清朝屬福建省諸羅縣下茄苳北保土溝庄（塗溝庄），鄰近的下茄苳嘗為諸羅縣衙門所在。因庄內有一土堤大溝貫穿，為河流改道後殘留的舊河道，成為平原上排水的圳溝，故稱。庄名經日治時期迄於中華民國接管臺灣後建村，皆以土溝為名。隨著聚落的擴張，位居上游者稱為頂土溝，在下游者稱為下土溝。
2010年12月25日，因應行政區劃改制而由土溝村改制成土溝里。

## 地理
土溝里位於後壁區東部，屬嘉南平原中部的近山平原，地勢平緩，周遭有局部的地形起伏，北方有稍稍突起的平頂山，四周大抵以水線為界。不同的水文系統，埤塘、水圳互相交疊。主要的水路有二輪中排和嘉南大圳北幹線。
里範圍西以嘉南大圳北幹線與侯伯里、後壁里為界，北至將軍埤，東至林初埤。二輪中排（土溝）貫穿全村，人口多聚居於土溝兩側。全里由6庄組成，由西向東、由內而外，依序是凹仔（漯仔）、下土溝、頂土溝、無竹圍厝、竹仔腳和過埤。聚落大致以鄉道南90為軸心，頂土溝和下土溝是比較大的聚落。

## 交通
土溝里由兩條鄉道，東西向的「南90線」以及南北向的「南91線」為全里道路的主幹。里內無大眾運輸系統，但西距後壁區中心僅兩公里，對外交通多賴市區的後壁車站、客運站。
里北有一條廢棄的鐵道，是日治時期鋪設的糖業鐵路，將沿線的甘蔗運至糖廠。今已無運輸功能。

## 外部連結
- 後壁區地圖[永久]
- 永安國小鄉土踏查 社區村落簡史